# جوزيبي شتاينر
جوزيبي شتاينر (بالإيطالية: Giuseppe Steiner)‏ هو متزلج جماعي إيطالي، (و. 1893  م).

## وصلات خارجية
- جوزيبي شتاينر على موقع اللجنة الأولمبية الدولية (الإنجليزية)
- جوزيبي شتاينر على موقع أوليمبيديا (الإنجليزية)